# Me Gusta
„Me Gusta“ je píseň českého zpěváka Mikolase Josefa. Bylo vydána 5. října 2018 prostřednictvím Sony Music Entertainment.

## Hudební video
Hudební video bylo poprvé vydáno na YouTube 4. října 2018, v celkové délce dvě minuty a padesát šest sekund.

## Seznam skladeb
| Digital download | Digital download | Digital download |
| Pořadí           | Název            | Délka            |
| ---------------- | ---------------- | ---------------- |
| 1.               | Me Gusta         | 2:51             |

## Umístění v hitparádách
| Země  | Hitparáda (2017–2018) | Vrchol |
| ----- | --------------------- | ------ |
| Česko | Rádio top 100         | 7      |
| Česko | Digitální top 100     | 10     |